# Big Star
Big Star byla americká hudební skupina, kterou založil zpěvák a kytarista Alex Chilton po rozpadu své předchozí kapely The Box Tops. Původní sestavu dále tvořili kytarista Chris Bell, baskytarista Andy Hummel a bubeník Jody Stephens. Kapela byla původně aktivní v letech 1971 až 1974 a během této doby vydala dvě studiová alba. V roce 1974 nahrála ještě jedno album, které však vyšlo až po rozpadu kapely, v roce 1978. V roce 1993 byla kapela obnovena, přičemž z původní sestavy v ní figurovali pouze Chilton a Stephens. Až do roku 2010 následně vystupovala v témže složení, tedy Chilton (zpěv, kytara), Stephens (bicí), Jon Auer (kytara) a Ken Stringfellow (baskytara). V roce 2005 vydala své čtvrté album In Space. Rozpadla se po Chiltonově smrti v roce 2010.